# Іврі-сюр-Сен
Іврі́-сюр-Сен (фр. Ivry-sur-Seine) — місто та муніципалітет у Франції, у регіоні Іль-де-Франс, департамент Валь-де-Марн. Населення — 64 001 особа (01.01.2021).
Муніципалітет розташований на відстані близько 6 км на південний схід від Парижа, 7 км на північний захід від Кретея.

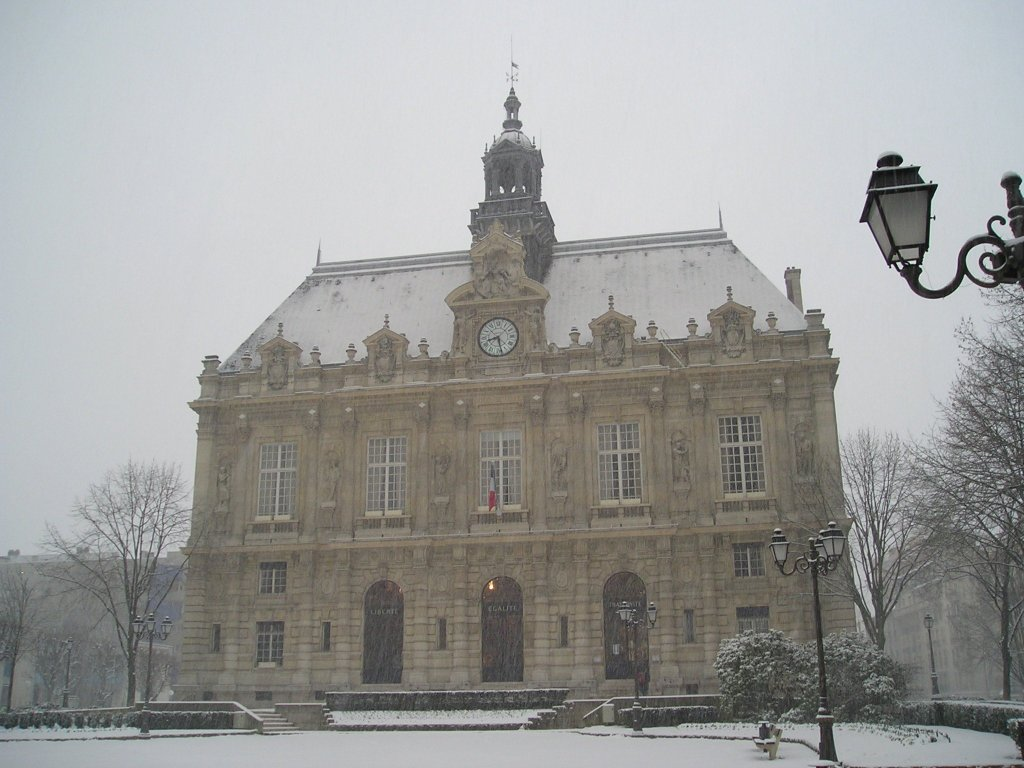

## Демографія
Динаміка населення (INSEE ):
Розподіл населення за віком та статтю (2006):
| Стать | Всього | До 15 років | 15-24 | 25-44 | 45-64 | 65-85 | Понад 85 |
| --- | ------ | ----------- | ----- | ----- | ----- | ----- | -------- |
| Чоловіки | 27 699 | 5174        | 4385  | 8655  | 6599  | 2681  | 205      |
| Жінки | 27 915 | 4891        | 3977  | 8616  | 6334  | 3430  | 667      |
| \| Статево-вікова піраміда \| Статево-вікова піраміда \| Статево-вікова піраміда \| \| ----------------------- \| ----------------------- \| ----------------------- \| \| Чоловіки \| Вік \| Жінки \| \| 205 \| 85 + \| 667 \| \| 363 \| 80-84 \| 734 \| \| 472 \| 75-79 \| 793 \| \| 951 \| 70-74 \| 1038 \| \| 895 \| 65-69 \| 865 \| \| 1182 \| 60-64 \| 1134 \| \| 1718 \| 55-59 \| 1591 \| \| 1746 \| 50-54 \| 1702 \| \| 1953 \| 45-49 \| 1907 \| \| 1912 \| 40-44 \| 1975 \| \| 2080 \| 35-39 \| 2038 \| \| 2352 \| 30-34 \| 2233 \| \| 2311 \| 25-29 \| 2370 \| \| 2529 \| 20-24 \| 2310 \| \| 1856 \| 15-20 \| 1667 \| \| 1582 \| 10-14 \| 1516 \| \| 1677 \| 5-9 \| 1528 \| \| 1915 \| 0-4 \| 1847 \| |        |             |       |       |       |       |          |
| Статево-вікова піраміда |        |             |       |       |       |       |          |
| Чоловіки | Вік    | Жінки       |       |       |       |       |          |
| 205 | 85 +   | 667         |       |       |       |       |          |
| 363 | 80-84  | 734         |       |       |       |       |          |
| 472 | 75-79  | 793         |       |       |       |       |          |
| 951 | 70-74  | 1038        |       |       |       |       |          |
| 895 | 65-69  | 865         |       |       |       |       |          |
| 1182 | 60-64  | 1134        |       |       |       |       |          |
| 1718 | 55-59  | 1591        |       |       |       |       |          |
| 1746 | 50-54  | 1702        |       |       |       |       |          |
| 1953 | 45-49  | 1907        |       |       |       |       |          |
| 1912 | 40-44  | 1975        |       |       |       |       |          |
| 2080 | 35-39  | 2038        |       |       |       |       |          |
| 2352 | 30-34  | 2233        |       |       |       |       |          |
| 2311 | 25-29  | 2370        |       |       |       |       |          |
| 2529 | 20-24  | 2310        |       |       |       |       |          |
| 1856 | 15-20  | 1667        |       |       |       |       |          |
| 1582 | 10-14  | 1516        |       |       |       |       |          |
| 1677 | 5-9    | 1528        |       |       |       |       |          |
| 1915 | 0-4    | 1847        |       |       |       |       |          |

## Персоналії

### Народилися
- Люк Абало — французький гандболіст, олімпійський чемпіон.
- Соф'ян Ганні — алжирський футболіст.
- Ганнібал Межбрі (*2003) — туніський футболіст, півзахисник.

### Померли
- Антонен Арто (1896-1948) — французький драматург
- Мацак Юхим Тихонович — полковник армії УНР, похований в місті.
- П'єр Буаст — французький лексикограф

## Економіка
2010 року серед 40 018 осіб працездатного віку (15—64 років) 29 822 були активними, 10 196 — неактивними (показник активності 74,5%, у 1999 році було 74,2%). З 29 822 активних мешканців працювали 25 372 особи (13 455 чоловіків та 11 917 жінок), безробітними було 4450 (2205 чоловіків та 2245 жінок). Серед 10 196 неактивних 4776 осіб було учнями чи студентами, 2170 — пенсіонерами, 3250 були неактивними з інших причин.

У 2010 році у муніципалітеті числилось 24258 оподаткованих домогосподарств, у яких проживали 59707,0 особи, медіана доходів виносила 15 669 євро на одного особоспоживача.

## Освіта
- Політехнічний інститут передової науки
- École des technologies numériques appliquées

## Уродженці
- Андре Ролле (*1905 — †1985) — французький футболіст, захисник.